# جون إي. ليونارد
جون إي. ليونارد (بالإنجليزية: John E. Leonard)‏ هو محامي وقاضي وسياسي أمريكي، ولد في 22 سبتمبر 1845، وتوفي في 15 مارس 1878 في هافانا في كوبا. حزبياً، نشط في الحزب الجمهوري. وقد انتخب عضو مجلس النواب الأمريكي.